# Ihor Kostiuk
Ihor Wołodymyrowycz Kostiuk, ukr. Ігор Володимирович Костюк (ur. 14 września 1975 w Kijowie, Ukraińska SRR) – ukraiński piłkarz, grający na pozycji pomocnika, a wcześniej napastnika, reprezentant Ukrainy, trener piłkarski.

## Kariera piłkarska

### Kariera klubowa
Jest wychowankiem Dynama Kijów. Pierwszy trener - Ołeksandr Szpakow. W 1992 rozpoczął karierę piłkarską w drugiej drużynie Dynama, dopiero w 1996 zadebiutował w pierwszym zespole. W kolejnych latach występował w FK Tiumeń, Worskle Połtawa, ponownie w Dynamie Kijów i Worskle. Od 2001 bronił barw Zakarpattia Użhorod, Arsenału Kijów i Borysfenu Boryspol. Najdłużej związany był z CSKA Kijów, w którym w 2009 zakończył karierę piłkarską.

### Kariera reprezentacyjna
26 kwietnia 2000 zadebiutował w reprezentacji Ukrainy w spotkaniu towarzyskim z Bułgarią wygranym 1:0.

## Kariera trenerska
Jeszcze jako piłkarz CSKA Kijów asystował trenerowi zespołu. Od lata 2009 pracował na stanowisku asystenta trenera CSKA. We wrześniu 2009 CSKA został rozwiązany, również rozwiązany kontrakt z trenerem.

## Sukcesy
- mistrz Ukrainy z Dynamem Kijów: 1996